# 厚岸町立真龍中学校
厚岸町立真龍中学校（あっけしちょうりつ しんりゅうちゅうがっこう）は、北海道厚岸郡厚岸町にある公立中学校。

## 歴史

### 沿革
- 1947年（昭和22年） - 開校[1]。
- 1958年（昭和33年） - 門静中学校、苫多中学校と統合[1]。
- 1963年（昭和38年） - 糸魚沢中学校と統合[1]。
- 2009年（平成21年）度 - 尾幌中学校、上尾幌中学校を統合[1]。
- 2011年（平成23年）12月 - 同年3月末に閉校した北海道厚岸潮見高等学校の校舎に移転する[1]。
- 2019年（平成31年）4月1日 - 厚岸町立高知中学校の休校に伴い同校の生徒の受け入れを開始する[2][3]。

## 交通アクセス
- 花咲線 厚岸駅下車

## 著名な出身者
- 佐藤綾乃（スピードスケート選手、龍世の従姉）
- 佐藤龍世（プロ野球選手、綾乃の従弟）

## その他
- 映画「僕等がいた」のロケ地としても知られる[4]。